# Haploa dyari
Haploa dyari är en fjärilsart som beskrevs av Ménétriés 1901. Haploa dyari ingår i släktet Haploa och familjen björnspinnare. Inga underarter finns listade i Catalogue of Life.